# Philodoria nigrella
Philodoria nigrella là một loài loài bướm thuộc họ Gracillariidae. Đây là loài đặc hữu của Hawaii.
Có khả năng ấu trùng ăn lá cây nơi chúng sống.